# Talon (英雄聯盟戰隊)
PSG Talon 塔龍英雄聯盟分部（英語：Talon League of Legends division，簡稱Talon LoL、Talon、TLN）是一支由 Talon Esports 建立的《英雄联盟》職業電競隊，於2019年12月18日香港成立。 
塔龍英雄聯盟分部初始名稱與其擁有者同為Talon Esports，Talon Esports於2020年6月18日宣布與巴黎圣日耳曼足球俱乐部（Paris Saint-Germain）旗下電競隊Paris Saint-Germain Esports達成冠名贊助協議，改名為PSG Talon。2025年1月5日，Talon Esports宣布與PSG Esports已結束合作關係，旗下英雄联盟戰隊因冠名合約至2025年初而更名為Talon。2025年7月15日，Talon Esports宣布再與PSG Esports合作，於2025賽季第三賽段起名為 PSG TALON，並加入卡達航空成為《英雄聯盟》戰隊的胸前贊助商。
塔龍英雄聯盟分部擁有8座「PCS職業聯賽」冠軍，最後於2024賽季贏得了 PCS 2024 夏季賽冠軍並獲得英雄聯盟世界大賽參賽權，亦是PCS職業聯賽首支春、夏賽季「二連霸」戰隊，更於PCS職業聯賽第三次（2021、2023、2024）完成年度大滿貫。
塔龍英雄聯盟分部目前以合作隊伍的資格參加「LCP職業聯賽」，這是台港澳、越南、日本和大洋洲的《英雄联盟》頂級職業聯賽。 

## 歷史

### 2020赛季（S10）
2020年是英雄聯盟台港澳賽區改革的第一年，拳头游戏在2019年決定將英雄聯盟大師系列賽（League of Legends Master Series，LMS）和英雄聯盟東南亞巡迴賽（League of Legends SEA Tour，LST）兩個賽區合併為一新賽區：英雄聯盟太平洋職業聯賽（Pacific Championships Series，PCS）。
原LMS聯賽9支戰隊可過渡至預期共10支隊伍的PCS聯賽，但電狼娛樂旗下閃電狼、藝人余文樂旗下MAD Team、英皇娛樂旗下G-Rex皆先後宣布無意繼續參賽，並出售出賽權，而Talon Esports（下稱TLN）正式獲得MAD Team的出賽權。
2020年PCS春季賽，剛成軍的TLN由前FW上路Hanabi、前ahq打野River、前GRX中路Candy以及前HKA雙人組：AD Unified、輔助Kaiwing組成。正副教練則為Bigfafa及Sarok兩位韓國教練。
TLN常規賽表現出色，13勝5敗排名第三進入季後賽、唯被排名較後的J Team（JT）、 Alpha Esports（ALF）雙殺。
春季季後賽，TLN由勝者組起步2-0 戰勝Nova eSports（NOV）、第二輪3-2戰勝常規賽第二Ahq eSports（ahq），勝者組決賽不敵常規賽第一Machi ESports（MCX），但在敗者組決賽3-2再次戰勝ahq，總決賽3-2復仇MCX奪得春季冠軍。但新冠肺炎疫情下，拳头游戏2020年4月23號宣佈取消2020年季中邀請賽（Mid-Season Invitational，MSI）、改為舉辦區域邀請賽。原作為春季冠軍獲得MSI參賽資格的TLN，改為與春季亞軍MCX一同參加PCS-VCS 季中對決賽（Mid-Season Showdown PCS-VCS）同組另有 Team Flash、GAM Esports。最後小組賽TLN 以5-1首名出線，並於淘汰賽決賽擊敗3-1 FL 奪得冠軍。凱旋歸來的TLN，6月18日宣佈獲得Paris Saint-German Esports 冠名贊助；改名PSG Talon Esports（下稱PSG）。TLN夏季賽陣容引入新韓國外援：Tank。
7月原中路Candy離隊。
但PSG依然為前段班14-4完成常規賽，排名第三。
季後賽，PSG勝者組先後以2-0戰勝 NOV、3-1 戰勝ahq、2-3戰勝 MCX，挺入決賽；但決賽被慘遭滑鐵盧 0-3 被MCX橫掃並報仇。雖然如此， PCS 共擁有兩張世界大賽門票（原LMS擁有三張、但一張在重組之後給予VCS），PSG及MCX 分別作為夏季亞軍、冠軍，代表PCS 出戰英雄联盟2020赛季全球总决赛（下稱S10世界賽）。
S10世界賽，PSG作為亞軍需要由附加賽起步；因為River、Tank兩位韓國選手以及Unified 簽證上出問題，無法於附加賽前抵達比賽場地中國，PSG由ahq外借Kongyue，Uniboy、由MCX外借Dee緊急出戰，陣容因此被台港澳賽區粉絲稱為拼裝車。
PSG被分到B組同組有Unicorn of Love （UOL，LCL冠軍）、Rainbow7（R7，LLA冠軍）、LGD Gaming（LGD，LPL 殿軍）、V3 Esports（V3，LJL冠軍）
附加賽小組賽PSG 3-1與UOL 同排小組首名，決勝局戰勝對手以第一名出線，直接晉身主賽事。
主賽事之中，River、Tank、Unified 選手解決問題，重回戰隊。PSG被到當屆冠軍DAMWON Gaming（DWG，LCK冠軍）、京東 Gaming（JDG，LPL亞軍）及Rogue（RGE，LEC季軍）等四大賽區強敵，仍然能在JDG、RGE手上贏下比賽，最終戰績2-4甚至比夏季冠軍MCX戰績1-5更好；排小組第三出局，仍超出多數期望。

### 2021赛季（S11）
2020年10月教練Saroo、Bigfafa、中路Tank先後離隊。
同年12月，前閃電狼中路Maple由LPL的LNG戰隊離開，重回台港澳賽區PCS，加盟PSG，此舉震撼賽區；同月韓國教練Helper、Winged，經理Alex加入PSG。翌年1月，PSG由HKA補進Kartis作替補上路；River、Kaiwing續約留效。
春季賽，而PCS隊伍方面，Resurgence、ahq eSports、Nova Esports解散，出售出賽權予 BOOM Esports（BME）、Beyond Gaming（BYG）、Impunity（IMP）。而PSG 強勢橫掃聯盟，17-1 僅輸一場予BYG，輔助Kaiwing 於第一二週獲得本週最佳，Unified 也在第四周獲得本週最佳，PSG打出常規賽15連勝，季後賽更超級誇張：連續三個BO5 3-0橫掃 JT、BYG（兩次），奪得MSI出賽資格。2021年英雄联盟季中邀请赛，PSG作為PCS冠軍出戰冰島；但Unified 在春季賽期間發生氣胸，即使康復及不影響表現，醫生並不建議乘搭長途客機由香港前往歐洲赴戰，因此BYG伸出援手為PSG外借下路選手Doggo。
PSG小組賽分到 LEC、CBLOL、TCL冠軍 MAD（Mad Lions）、PNG（paiN Gaming）、IW（Istanbul Wildcats）；並以4-2戰績第二名出線 Rumble Stage。
亂鬥階段（Rumble Stage），除PSG外由小組賽出線的包括：LCK冠軍DK（DAMWON KIA）、LPL冠軍RNG（Royal Never Giveup）、MAD、LCS冠軍C9（Cloud9）、LCO冠軍PGG（Pentanet.GG）。PSG最後出乎所料，雙殺C9、擊敗當時不敗的RNG、擊敗小組賽被雙殺的MAD 6-4 以第三名進入最後淘汰賽。
MSI半決賽，由於DK作為Rumble Stage首名獲得選擇對手的權利，並選擇MAD；PSG對上RNG。比賽最後以1-3 PSG不敵結束；但最強外卡PCS賽區，已由PSG殺入四強、雙殺LCS，開始被部份粉絲納入原本四大賽區（LCK、LPL、LCS、LEC）稱為五大賽區。外借到PSG的Doggo也因出色表現獲得不少隊伍、粉絲青萊（令他其後S12轉會LPL Blibli Gaming BLG）。夏季賽Unified 回到陣容，Hanabi-River-Maple-Unified-Kaiwing 這一套陣容變得更為無敵；跨季33連勝、夏季18-0不敗完全統治PCS。季後賽，PSG依然強勢展開，3-0橫掃JT；但在勝者組決賽2-3 不敵常規賽亞軍BYG。雖然如此，但由於進行雙敗循環，敗者組決賽PSG捲土重來3-0再次橫掃JT，並在總決賽復仇BYG，以3-2奪得冠軍，達成二連霸。
PSG在夏季賽表現出的統治率令不少台港澳粉絲希望能在S5 ahq、Flash Wolves（FW）之後再沒戰隊能跨越小組賽進入八強的魔咒在六年後於英雄联盟2021赛季全球总决赛打破；特別PSG 在MSI 的優秀表現令其進入Plot 1（1號種子池），將可以避免面對LCK、LPL、LEC等頂級賽區冠軍。
PSG 小組賽分到C組，同組的為LPL季軍RNG、LEC亞軍Fnatic（FNC）、LCK第四種子Hanwha Life Esports（HLE）。
但PSG最後被RNG雙殺，即使能雙殺FNC 戰績3-3以第三名出局，令不少人失望。Mic Check之後發出，Kaiwing在其中一個比賽叫River帶傳送，更被批評隊霸。

### 2022赛季（S12）
PCS方面 BOOM Esports、Berjaya Dragons、Machi Esports、Alpha Esports、Hong Kong Attitude、Liyab Esports 離開，PCS聯盟重新大洗牌。
闊別以上隊伍，PCS迎來Deep Cross Gaming（DCG）、CTBC Flying Oyster中信飛牡礪（CFO）、Hurricane Gaming（HG）、Frank Gaming（FAK）、Meta Falcon Team（MFT）弦光獵鷹以及SEM9（S9）。
PSG方面，Helper教練因兵役條例返回韓國，PSG找來Corgi，2021年世界冠軍Edward Gaming （EDG）的主教練執教。
Corgi的選手生涯也是在LMS渡過，也曾跟Unified、Kaiwing 當隊友。而Maple、River選手，以及經理土龍離隊，分別得到LPL、LCS 的Anyone’s Legend及 Dignatas及Team SoloMid青睞。選手上PSG於是在LCK/LCK CL NongShim Redforce（NS）找來Juhan、Bay兩位韓援；Kaiwing、Hanabi再次續約留隊。
常規賽PSG新陣容實力稍為下跌 以16-2 排名第一，季後賽PSG 3-0 擊敗DCG，勝者組決賽不敵1-3 CFO跌進敗者組；敗者組決賽2-3擊敗JT，再於總決賽復仇CFO，3-2奪得春季冠軍，前往2022年英雄聯盟季中邀請賽。
PSG小組賽分到B組，同組的對手為LPL冠軍RNG（Royal Never Giveup），CBLOL冠軍RED（RED Canids）和TCL冠軍IW（Istanbul Wildcats）。PSG以3-3的戰績出線。
對抗賽階段，PSG雖然雙殺LEC冠軍G2 Esports，但面對LCK冠軍T1，RNG和LCS冠軍Evil Geniuses，PSG一勝難求。和VCS亞軍Saigon Buffalo的對戰中也只能取得一勝一敗。最後戰績為3-7以第五名出局，未能複製隊伍在2021 MSI的成功。

### 2023赛季（S13）
經歷去年的失利PSG在2023賽季決定重組，去年的選手全員離隊，之後簽下Husha、Uniboy（後改名為ubao）、Wako、Woody且扶正去年的替補上路Azhi以及從二隊拉上中路選手HongSuo，並於春季賽季中簽下EDG替補打野JunJia，在JunJia到來之前PSG的戰績為4勝2負，而JunJia來之後則拉出一波11連勝，最後以15勝3負第一名的成績直接進入季後賽第二輪，而在季後賽第二輪PSG以3-2擊敗IMP並在勝部決賽3-2成功報仇CFO，最後在總決賽3-0擊敗FAK取得MSI門票前往倫敦。

### 2024赛季（S14）
在MSI上擊敗美洲戰隊FLY，最終在淘汰賽獲得7-8名的成績。並在PCS展現極高統治力進入世界賽入圍賽，在瑞士輪以1勝3負遭到淘汰，止步12-14名。年底中路Maple宣布退役，打野Junjia離隊，PSG則簽下了FoFo與Karsa中野組合進入明年新賽區LCP的征程。

### 2025赛季（S15）
2025年1月5日，Talon Esports官方發文稱與PSG已結束合作關係，旗下英雄联盟戰隊改回原名稱「Talon」，並以「合作夥伴」名義參與2024年末成立的英雄聯盟太平洋職業聯賽（LCP）。
2025年7月14日，TALON宣布與中路選手 FoFo 協議正式結束合約。2025年7月15日，宣布與中路選手 Maple 回歸職業賽場並重返 PSG TALON  。

## 選手
目前選手
| 遊戲中名稱 | 姓名   | 國家/地區 | 定位 |
| ---------- | ------ | --------- | ---- |
| Azhi       | 黃上鋕 | 臺灣      | 上路 |
| Karsa      | 洪浩軒 | 臺灣      | 打野 |
| Maple      | 黃熠棠 | 臺灣      | 中路 |
| Betty      | 盧禹宏 | 臺灣      | 下路 |
| Woody      | 林煜恩 | 臺灣      | 輔助 |

過往選手
| 遊戲中名稱 | 姓名          | 國家/地區       | 定位            | 效力期間                          | 離隊後動向                                   |
| ---------- | ------------- | --------------- | --------------- | --------------------------------- | -------------------------------------------- |
| Kartis     | 黃嘉樂        | 香港            | 上路            | 2020/1－2021/11                   | 加入 FunPlus Blaze                           |
| Unified    | 黃俊杰        | 香港            | 下路            | 2020/1－2022/11                   | 自由人                                       |
| Kaiwing    | 凌啟榮        | 香港            | 輔助            | 2020/1－2022/11                   | 加入 Frank Esports                           |
| Kongyue    | 蕭任佐        | 臺灣            | 打野            | 2020/9－2020/9                    | 租借結束返回ahq Esports                      |
| River      | 김동우 金東友 |                 | 打野            | 2020/6－2021/11                   | 加入Dignitas                                 |
| Burry      | 정승환 郑承焕 | 2022/6－2022/11 | 打野            | 自由人                            |                                              |
| Juhan      | 이주한 李祖韩 | 2021/12－2022/6 | 打野            | 加入 Dragon X，成為2022年世界冠軍 |                                              |
| Gori       | 김태우 金泰宇 | 中路            | 2022/6－2022/11 | 加入Golden Guardians              |                                              |
| Tank       | 박단원 朴丹元 | 中路            | 2020/6－2020/10 | 自由人                            |                                              |
| Candy      | 김승주 金升周 | 中路            | 2020/6－2020/7  | 自由人                            |                                              |
| Bay        | 박준병 朴俊炳 | 中路            | 2021/12－2022/6 | 自由人                            |                                              |
| Uniboy     | 陳昌駒        | 中路            | 臺灣            | 2020/9－2020/9                    | 租借結束返回ahq Esports                      |
| Uniboy     | 陳昌駒        | 中路            | 臺灣            | 2022/12－2023/5                   | 提前終止合約，公告指「與團隊核心價值衝突」   |
| Maple      | 黃熠棠        | 中路            | 臺灣            | 2020/12－2021/12                  | 加入 Anyone Legends                          |
| Dee        | 陳駿迪        | 下路            | 臺灣            | 2020/9－2020/9                    | 加入Machi Esports ，轉職教練                 |
| WeiLun     | 蔡緯綸        | 下路            | 臺灣            | 2020/9－2020/9                    | 加入Alpha Esports                            |
| Doggo      | 邱梓銓        | 下路            | 臺灣            | 2021/4－2021/5                    | 租借結束返回Beyond Gaming                    |
| Junjia     | 余峻嘉        | 打野            | 臺灣            | 2023/2－2024/11                   | 加入CFO中信飛牡蠣                            |
| Maple      | 黃熠棠        | 中路            | 臺灣            | 2023/6－2024/11                   | 退役。又於2025年7月15日宣布復出，並重返PSG。 |
| Hongsuo    | 郭貝益        | 中路            | 臺灣            | 2022/12－2024/11                  | 自由人                                       |
| FoFo       | 朱駿嵐        | 中路            | 臺灣            | 2025/1－2025/7                    | 自由人                                       |